# 湖北省麻城开发区
湖北省麻城开发区是中华人民共和国湖北省黄冈市麻城市下辖的一个类似乡级单位。

## 行政区划
下辖以下地区：
陡坡山社区、黄金桥社区和鼎长岗社区。